# Ken Griffey Jr.
Pour son père, voir Ken Griffey, Sr.
George Kenneth « Ken » Griffey, Jr. (né le 21 novembre 1969 à Donora, Pennsylvanie, États-Unis), est un joueur de baseball américain évoluant en Ligue majeure de baseball de 1989 à 2010. Il est en 2014 élu au Temple de la renommée du baseball.
Après 11 saisons à Seattle et près de 9 complètes avec les Reds de Cincinnati, il a aussi joué brièvement pour les White Sox de Chicago avant d'effectuer un dernier séjour d'un peu plus d'un an chez son équipe originale, les Mariners de Seattle.
Il est l'un des 8 joueurs de l'histoire des majeures à avoir frappé plus de 600 coups de circuits en carrière. Après la saison 2015, cinq années après sa retraite, ses 630 circuits le plaçaient au 6e rang de l'histoire du baseball majeur et il était classé 15e avec 1 836 points produits. Il mène la Ligue américaine pour les circuits lors des saisons 1994, 1997, 1998 et 1999.
Fils de l'ancien joueur et entraîneur Ken Griffey, Sr., celui qui continua d'être surnommé The Kid (« l'enfant ») ou simplement Junior est nommé joueur par excellence de la Ligue américaine en 1997, accumule 2 781 coups sûrs en 22 ans de carrière, voit ses talents en défensive récompensés par un Gant doré à chacune de ses 10 premières saisons et gagne 7 Bâtons d'argent pour ses performances offensives. Invité 13 fois au match des étoiles, il remporte trois fois le concours de coups de circuit présenté annuellement lors de cette classique de mi-saison et est nommé joueur du match d'étoiles en 1992. En 1999, il est à 29 ans le plus jeune joueur élu sur l'Équipe du siècle.

## Début de carrière

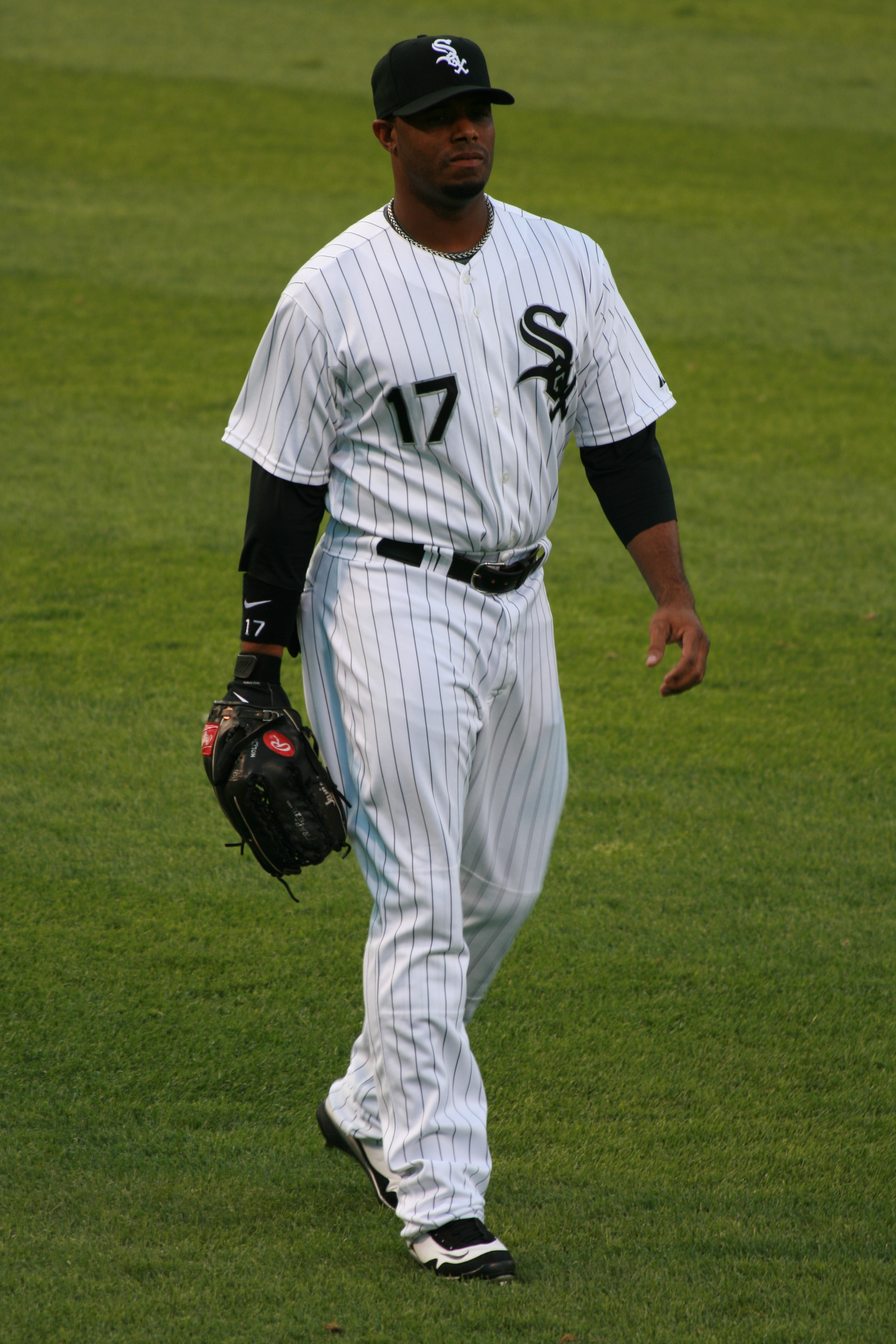
Griffey sous le maillot des White Sox de Chicago, il n'y restera qu'une année.

Le jeune Ken a grandi à Cincinnati, Ohio où son père, Ken Griffey, Sr., a joué pour les Reds de Cincinnati (1973-1981). De 1983 à 1987, Ken fut ériffey tudiant, et aussi joueur de baseball, au Archbishop Moeller High School, une école secondaire catholique bien connu pour son programme de football américain. Pendant ses années à l'école secondaire, Ken est repéré par les recruteurs de la Ligue majeure pour son mouvement de frappe et ses performances en défense.
Le 2 juin 1987, les Mariners de Seattle le choisissent comme premier choix du repêchage amateur. Après deux saisons en ligues mineures, il fait ses débuts en Ligue majeure de baseball le 3 avril 1989 à l'âge de 19 ans. Lors sa saison recrue en 1989, il frappe 16 circuits et 61 points produits avec une moyenne de 0,264 au bâton, d'excellentes statistiques compte tenu de son jeune âge. Il finit en troisième position du vote de la recrue de l'année.

## Père et fils
En 1990 et 1991, les deux Ken Griffey, père et fils, ont joué ensemble pour la même équipe. C'était la première fois que cela se produisait dans le baseball majeur; cela s'est reproduit en 2001 alors que Tim Raines, Sr. et son fils Tim Raines, Jr. ont joué ensemble pour les Orioles de Baltimore. Ken Griffey, Jr. est rapidement devenu un excellent joueur, frappant 22 circuits à chacune des saisons 1990 et 1991 et atteignant le cap des 100 points produits en 1991. De plus, il a maintenu une moyenne supérieure à .300 et gagné deux Gants d'Or.

## Carrière avec les Mariners
En 1992, Griffey, Jr. frappe pour .308 avec 27 circuits et 103 points produits. La saison suivante, il confirme son statut de supervedette en frappant .309-45-109. Il continuera à être l'un des meilleurs joueurs du baseball majeur tout au long de la décennie.
La seule saison où ses statistiques ont été un peu moins bonnes a été 1995, parce qu'il a raté des matches en raison d'une blessure.
Les meilleures saisons de Ken Griffey, Jr. ont été 1997 et 1998, alors qu'il a frappé 56 circuits par saison en plus de respectivement 147 et 146 points produits et .304 et .284 de moyenne au bâton.
De plus, Griffey a été un des meilleurs joueurs défensifs de la décennie 1990, comme en témoignent ses 10 Gants d'Or consécutifs remportés au champ centre de 1990 à 1999.

## Départ de Seattle
En 1999, les Mariners ont déménagé dans un nouveau stade, le Safeco Field, où les clôtures étaient significativement plus loin du marbre qu'au Kingdome, l'ancien stade de l'équipe où Griffey avait connu ses meilleures saisons. Les clôtures plus éloignées signifiaient que les joueurs des Mariners frapperaient moins de circuits, ce que Griffey n'a pas apprécié. Pour cette raison, il a demandé d'être échangé. Il a obtenu son souhait après la fin de la saison 1999, alors qu'il a été échangé aux Reds de Cincinnati pour Mike Cameron, Brett Tomko et Antonio Pérez. Griffey était toujours une supervedette à ce moment et les Reds lui ont accordé à ce titre un méga-contrat de neuf ans (2000 à 2008) d'une valeur totale de 116.5 millions de dollars américains, ce qui était considéré à l'époque comme une aubaine pour un si bon joueur, mais qui allait plus tard devenir l'un des pires investissements de l'histoire du baseball.
Le 25 juin 2007, il dépasse Mark McGwire pour le nombre de coup de circuit frappés en carrière.

## Reds de Cincinnati

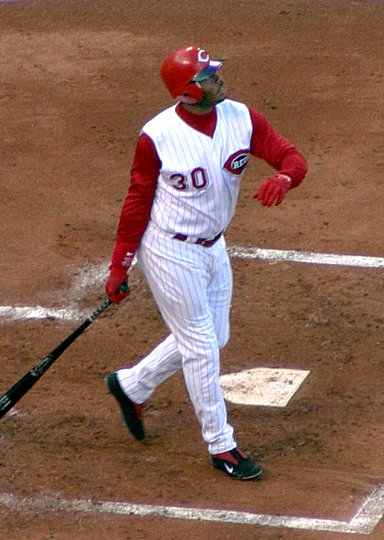
Ken Griffey Jr. a joué neuf ans pour les Reds de Cincinnati.

Le 4 avril 2008, avec les Reds de Cincinnati, Griffey a produit son 1702e point en carrière pour devancer Reggie Jackson au 16e rang de l'histoire du baseball.
Il est devenu le 9 juin 2008 le 6e joueur des ligues majeures à atteindre le plateau des 600 circuits en carrière en frappant une longue balle contre Mark Hendrickson des Marlins de la Floride.
Il a joué son dernier match pour les Reds le 30 juillet 2008.

## White Sox de Chicago
Griffey a été échangé à la date limite des transactions le 31 juillet 2008. À sa neuvième saison à Cincinnati, les Reds l'échangèrent aux White Sox de Chicago en retour du lanceur Nick Masset et du joueur de deuxième-but Danny Richar.

## Retour à Seattle

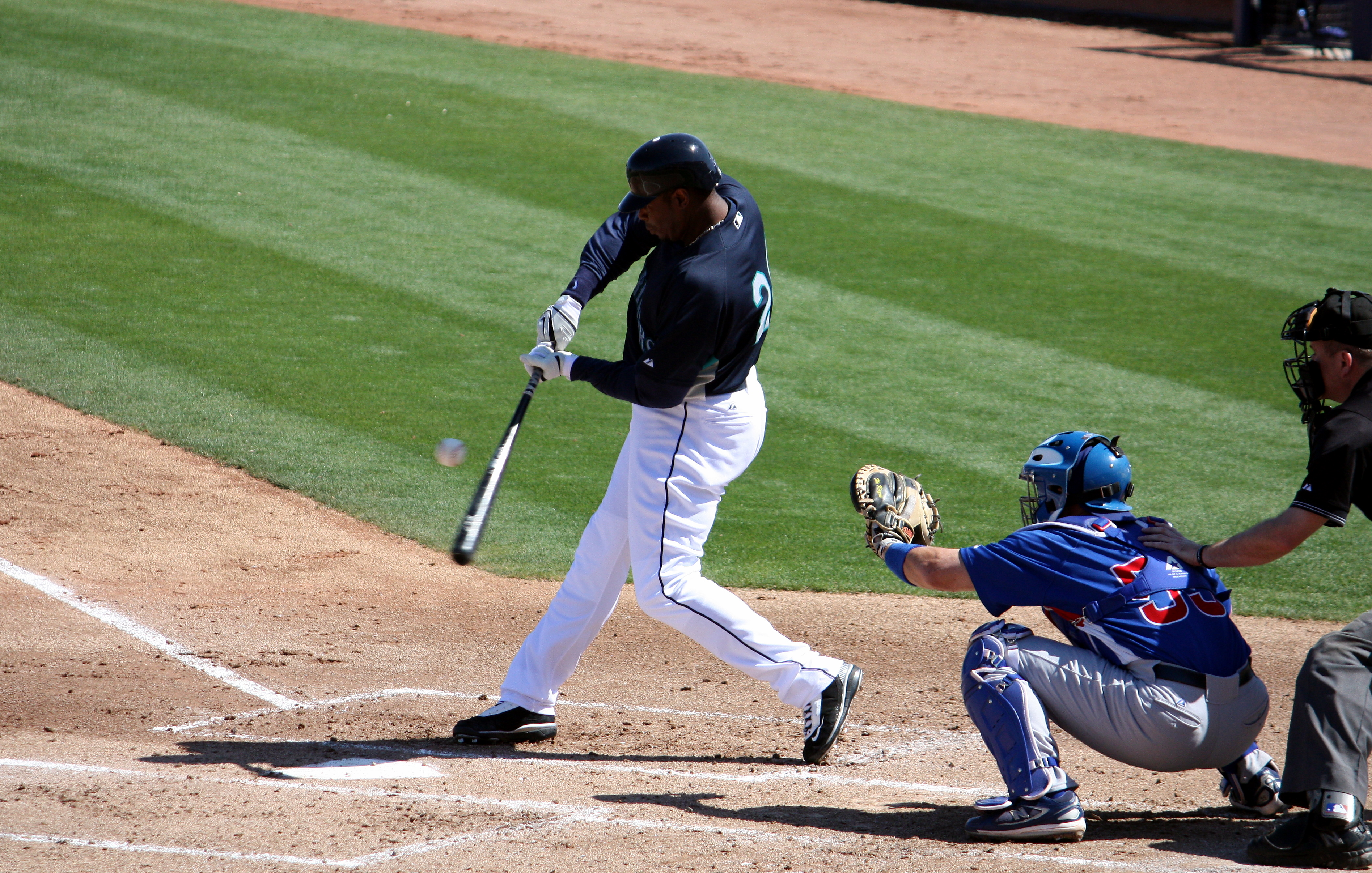
Ken Griffey au camp d'entraînement avec les Mariners en 2009.

En 2009, Griffey signe un nouveau contrat avec l'équipe avec laquelle il a amorcé sa carrière dans les majeures, les Mariners de Seattle.
Le 6 avril 2009 à Minneapolis, contre les Twins, Griffey célèbre son retour avec les Mariners avec un circuit dès le premier match de la saison, égalant le record de Frank Robinson avec huit coups de circuits frappés lors de matchs d'ouverture.
Il est libéré de son contrat chez les Mariners le 2 juin 2010 et annonce qu'il prend sa retraite sportive.

## Temple de la renommée

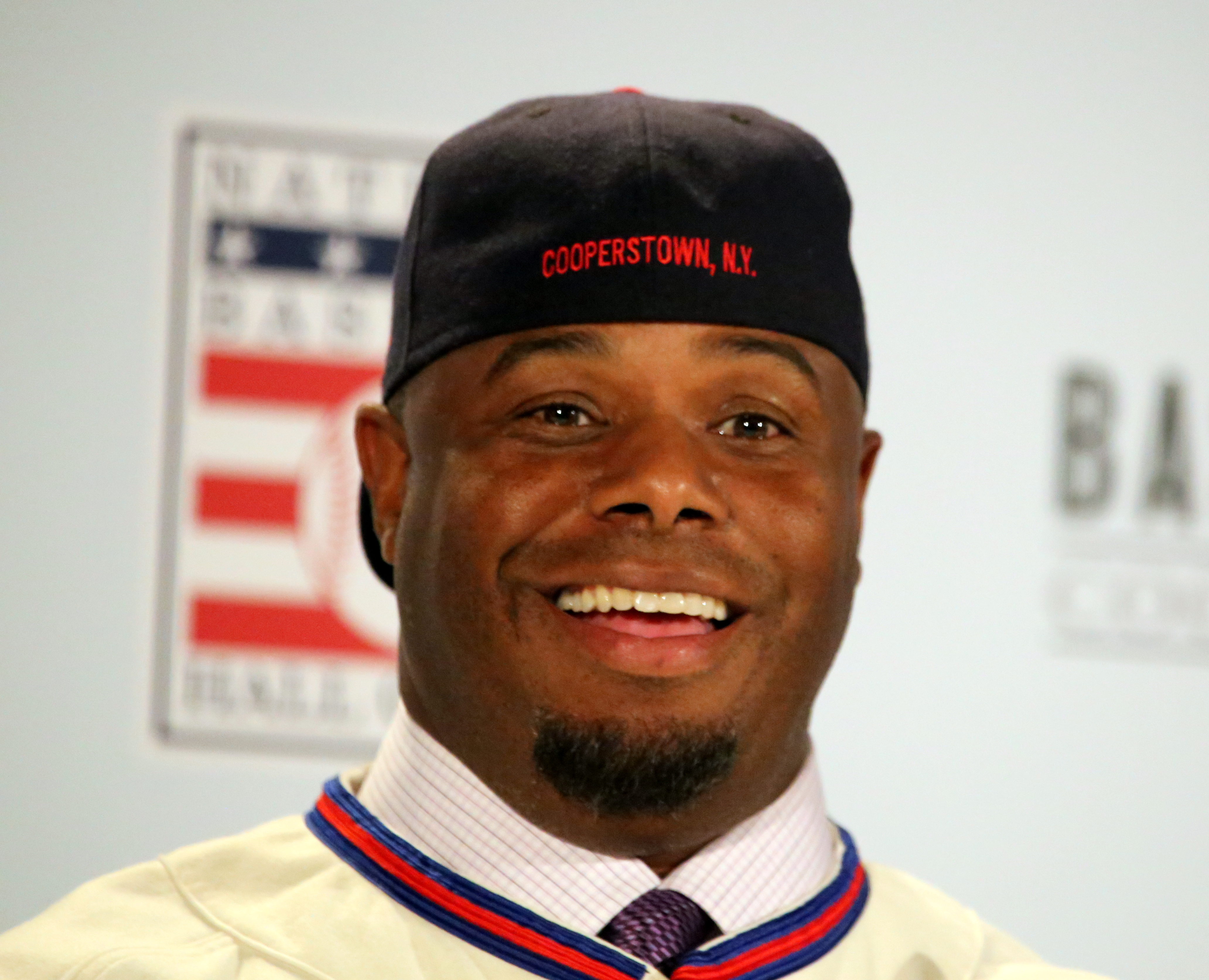
Griffey à la conférence de presse suivant tenue le 7 janvier 2016 au lendemain de son élection au Temple de la renommée du baseball.

Ken Griffey est élu au Temple de la renommée du baseball le 6 janvier 2016. Il est à sa première année d'éligibilité élu par 99,3 % des membres de l'Association des chroniqueurs de baseball d'Amérique, le pourcentage le plus élevé jamais reçu par un joueur dans l'histoire du Panthéon du baseball. Griffey entrera au Temple avec l'insigne des Mariners de Seattle sur sa plaque à Cooperstown. Après son élection, les Mariners annoncent qu'ils retireront durant la saison 2016 le numéro 24 jadis porté par Griffey, ce qui en fera le premier numéro retiré par la franchise outre le 42 de Jackie Robinson, retiré simultanément par tous les clubs.

## Télévision
Ken Griffey, Jr. est apparu en compagnie de huit autres joueurs des ligues majeures dans Homer at the Bat, un épisode de la série Les Simpson originellement diffusé le 20 février 1992.
En 2015, Griffey fait dans le vidéoclip de la chanson Downtown de Macklemore un caméo dans lequel il est vêtu comme sur sa carte de baseball recrue de 1989.